# Olivier Kapo
Narcisse-Olivier Kapo-Obou, ou simplesmente Kapo, (Abidjan, 27 de setembro de 1980) é um ex-futebolista profissional marfinense, naturalizado francês, que atuava como meia.

## Seleção
Disputou a Copa das Confederações de 2003, na qual a seleção de seu país foi campeã.

## Títulos
Auxerre
- Coupe de France: 2002–03

França
- Copa das Confederações: 2003